# Rondeslottet
Rodeslottet es la montaña más alta de la cadeña montañosa de Rondane, con 2.178 metros, en Noruega. Se encuentra entre las comunas noruegas de Dovre y Folldal.
- Datos: Q4131042
- Multimedia: Rondslottet / Q4131042